# チャールズ・シェフィールド
チャールズ・シェフィールド（Charles Sheffield, 1935年6月25日 - 2002年11月2日）は、イギリス出身のアメリカ合衆国の科学者、SF作家。アメリカSFファンタジー作家協会の会長と、アメリカ宇宙航行学協会の会長を務めたこともある。
SF作家としては、1977年、ギャラクシイ誌に "Good Times, Bad Times" を発表してデビュー。緻密な構成のハードSFを得意とした。1980年代後半からは作家専業となった。
長編小説『星々にかける橋』（1979年）は軌道エレベータ建設を扱った作品だが、同年アーサー・C・クラークも軌道エレベータ建設を扱った作品『楽園の泉』を出版しており、両者ともこの奇妙な一致を面白がったという。
1998年、ボルチモアで開催されたワールドコン BucConeer では幹事を務めた。
出版社Baen Booksのウェブサイトでコラムを書いていたが、その最後のコラムは自身に脳腫瘍が見つかったことを告白したもので、それが死因となった。

## 私生活
ケンブリッジ大学セント・ジョンズ・カレッジで数学の修士号と理論物理学の博士号を取得。1962年にはアメリカにわたり、宇宙開発に興味を向ける。1965年からNASAでルナ・オービター計画に参加。のちに、アース・サテライト・コーポレーション (EarthSat) の副社長兼研究部門長を務めていた。同社は人工衛星からのデータ処理会社で、この方面の写真集も出版している。
最初の妻となったサラ・サンダースンとは大学時代に出会い、のちに1男1女をもうけている。1977年にサラが癌で亡くなると、小説の執筆を開始してヒューゴー賞やネビュラ賞を受賞するまでになり、一時期（1984年 - 1986年）はアメリカSFファンタジー作家協会会長を務めた。さまざまな科学的企業のコンサルタントを務める傍らでハードSFの名手としても名声を獲得し、作家としても成功を収めた。「世界は放っておくには面白すぎた(the world was readlly interesting to let alone)」との言葉を残すなど、二足の草鞋を履いていたこの期間、シェフィールドはワシントンD.C.に住み、科学者のリンダ・ザールと結婚し、2人の娘をもうけている。
晩年には作家仲間のナンシー・クレスと結婚しており、子供たちとともにメリーランド州シルバースプリングに住んでいた。

## 受賞歴
- Brother to Dragons (1992) - 1993年ジョン・W・キャンベル記念賞受賞
- 「わが心のジョージア」(Georgia on My Mind, 1993) - 1994年ネビュラ賞 中編小説部門、1994年ヒューゴー賞 中編小説部門受賞

## 作品リスト

### 長編小説（邦訳のみ）
- 『プロテウスの啓示』 Sight of Proteus
- 『星ぼしに架ける橋』 The Web Between the Worlds
- 『マイ・ブラザーズ・キーパー』 My Brother's Keeper
- 『ニムロデ狩り』The Nimrod Hunt
- 『マッカンドルー航宙記』The McAndrew Chronicles - 1992年度星雲賞受賞
- 『太陽レンズの彼方へ マッカンドルー航宙記』The McAndrew Chronicles 2

### 短編小説（邦訳のみ）
- 「遥かなる賭け」 "The Long Chance" (Galaxy 1977/11) - S-Fマガジン1982年2月号訳載、伊藤典夫・浅倉久志 編『タイム・トラベラー 時間SFコレクション』（新潮文庫、1987）所収
- 「月を盗んだ男」 "The Man Who Stole the Moon" (Destinies 1980/Summer) - 伊藤典夫・浅倉久志 編『スペースマン 宇宙SFコレクション』（新潮文庫、1985）所収
- 「マルカークの悪魔」 "The Devil of Malkirk" (F&SF 1982/6) - S-Fマガジン1991年2月号訳載
- 「版権切れ」 "Out of Copyright" (F&SF 1989/5) - S-Fマガジン1991年5月号訳載
- 「二重螺旋のきざはし」 "The Double Spiral Staircase" (Analog 1990/1) - S-Fマガジン1997年4月号訳載
- 「ゴッドスピード」 "Godspeed" (Analog 1990/7) - S-Fマガジン1992年1月号訳載
- 「わが心のジョージア」 "Georgia on My Mind" (Analog 1993/1) - S-Fマガジン1995年1月号訳載
- 「伝染病」 "That Strain Again" (Microcosmic Tales 1980) - アシモフ他 編『ミニミニSF傑作展』（講談社、1983）所収
- 「タキオン星間通話」日本版オムニ(Omni)1985年2月号（No.34）訳載

### 写真集（アース・サテライト・コーポレーション）
- 『宇宙衛星から見た地球』 Earth Watch（旺文社、1981）
- 『宇宙から見た地球文明』 Man on Earth（旺文社、1983）